# Ектор Вилчес
Ектор Вилчес (на испански: Héctor Vilches) е уругвайски футболист, защитник.

## Кариера
През цялата си кариера Вилчес играе за Серо. През 1960 г. със своя клуб е на второ място в уругвайското първенство, което и до днес е най-висок успех в историята на Серо. Тогава само с 1 допълнителен „златен мач“ изпуска титлата от Пенярол.
На ранен етап от кариерата си играе на крилото, но след това той започва да играе на мястото на десния бек. Той играе 10 мача за националния отбор на Уругвай. Първият му мач за „урусите“ е на 7 април 1950 г. в приятелска среща с Чили, където уругвайците печелят с резултат 5:1. През същата година е включен в състава за Световната купа, проведена в Бразилия. Вилчес не играе нито 1 мач, но става световен шампион.
Последният път, когато играе за националния отбор е на 16 април 1952 г. в приятелски мач в международен турнир, който се провежда в Сантяго де Чиле. Тогава Уругвай губи от Бразилия с 2:4.

## Отличия

### Международни
Уругвай
- Световно първенство по футбол: 1950